# ژیناندرومورفی

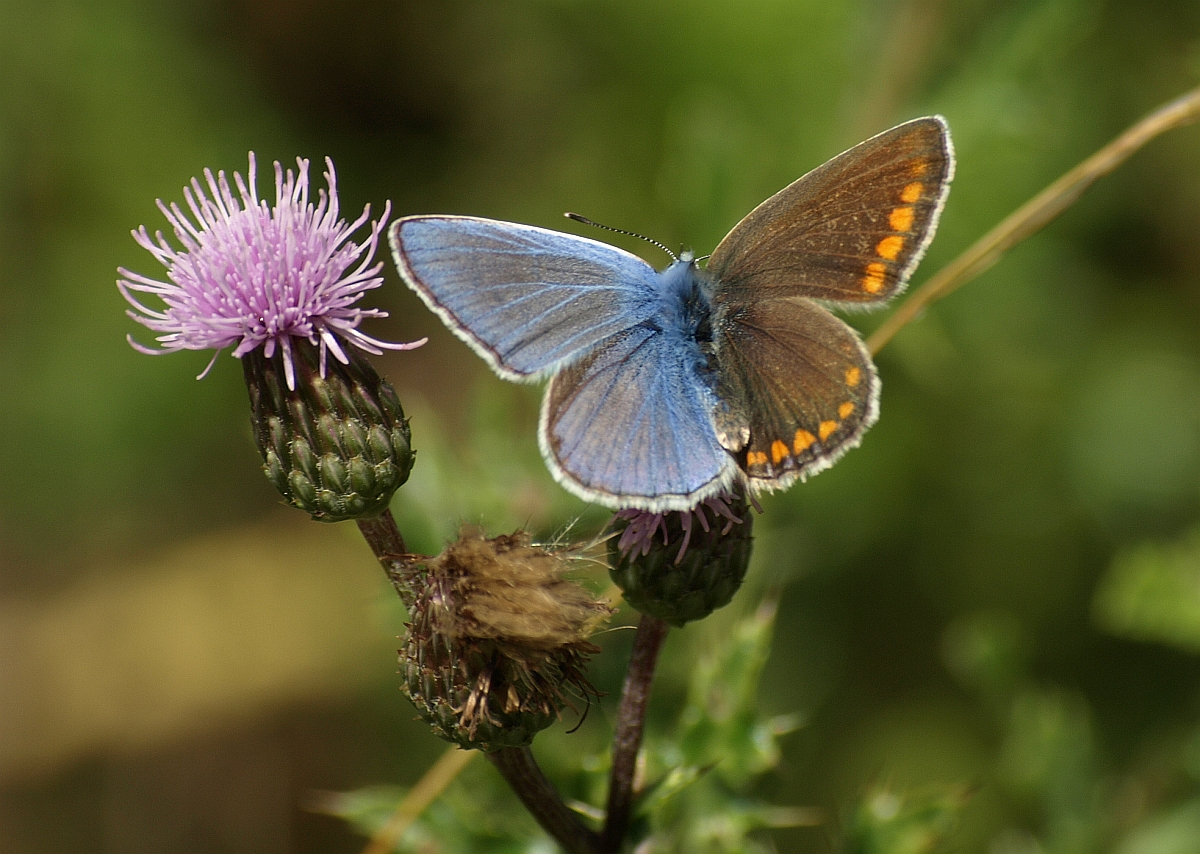

ژیناندرومورفی (انگلیسی: Gynandromorphism) ارگانیسمی است که ویژگی هر دو جنس نر و ماده را داشته باشد. این اصطلاح بیشتر در زمینه حشره‌شناسی استفاده می‌شود ولی در سخت پوستان و پرندگان نیز گزارش شده است. دلیل این پدیده جدا نشدن کامل ژنهای جنسیتی پس از انعقاد نطفه است.

## نمونه ای از توزیع بافت‌های نر و ماده در یک جاندار

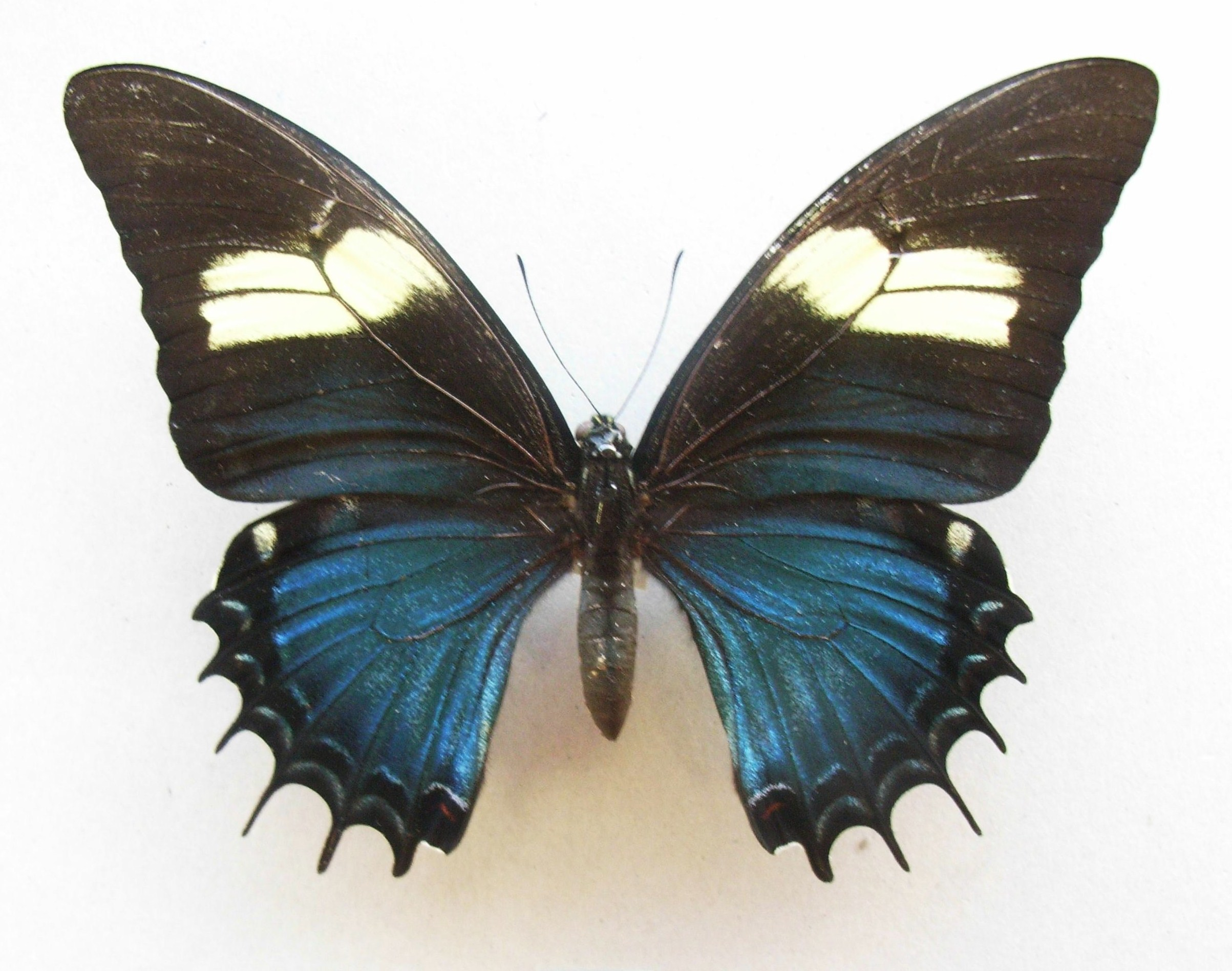
جنس ماده معمولی ملکه دم‌چلچله‌ای
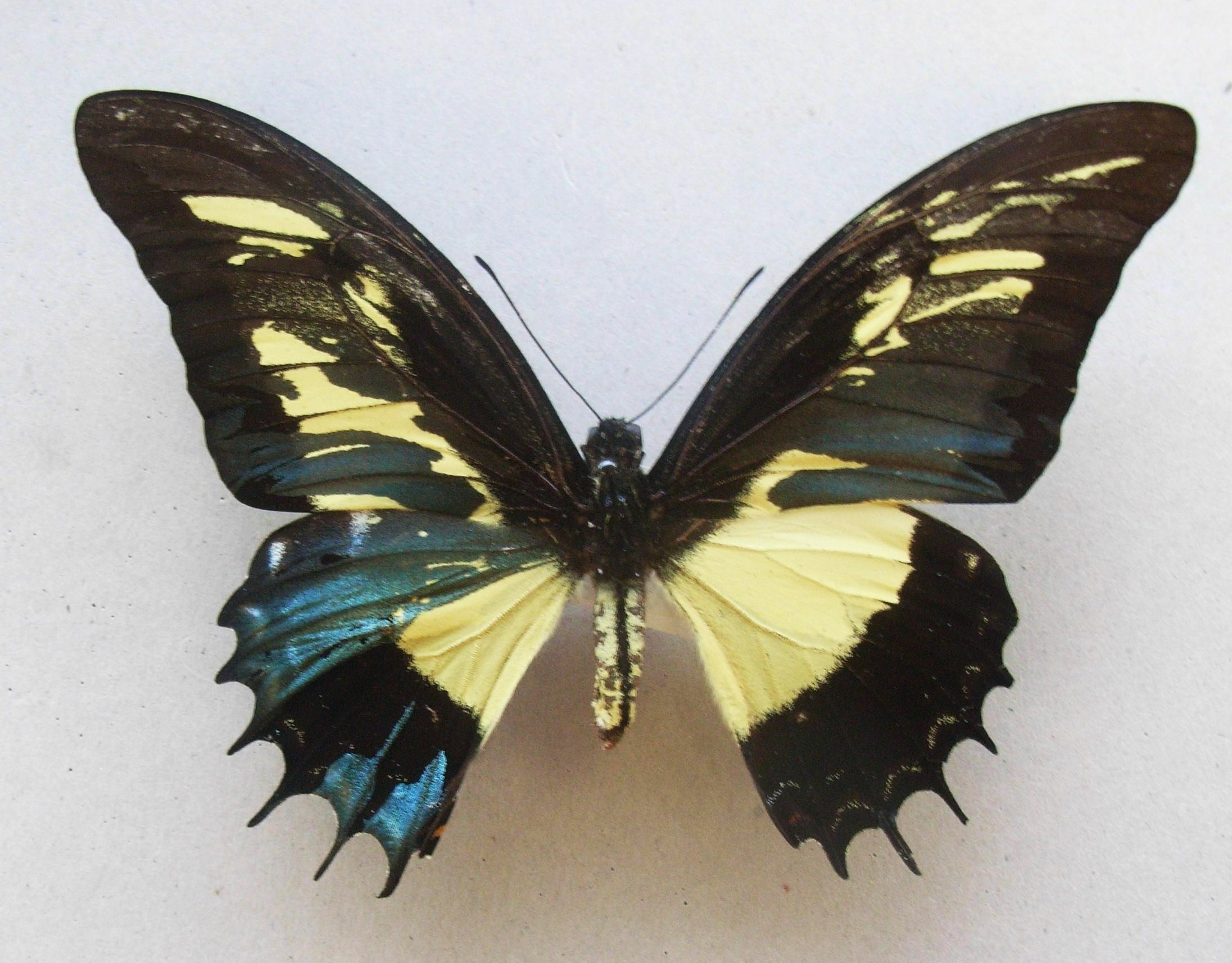
ژیناندرومورفی موزاییکی ملکه دم‌چلچله‌ای
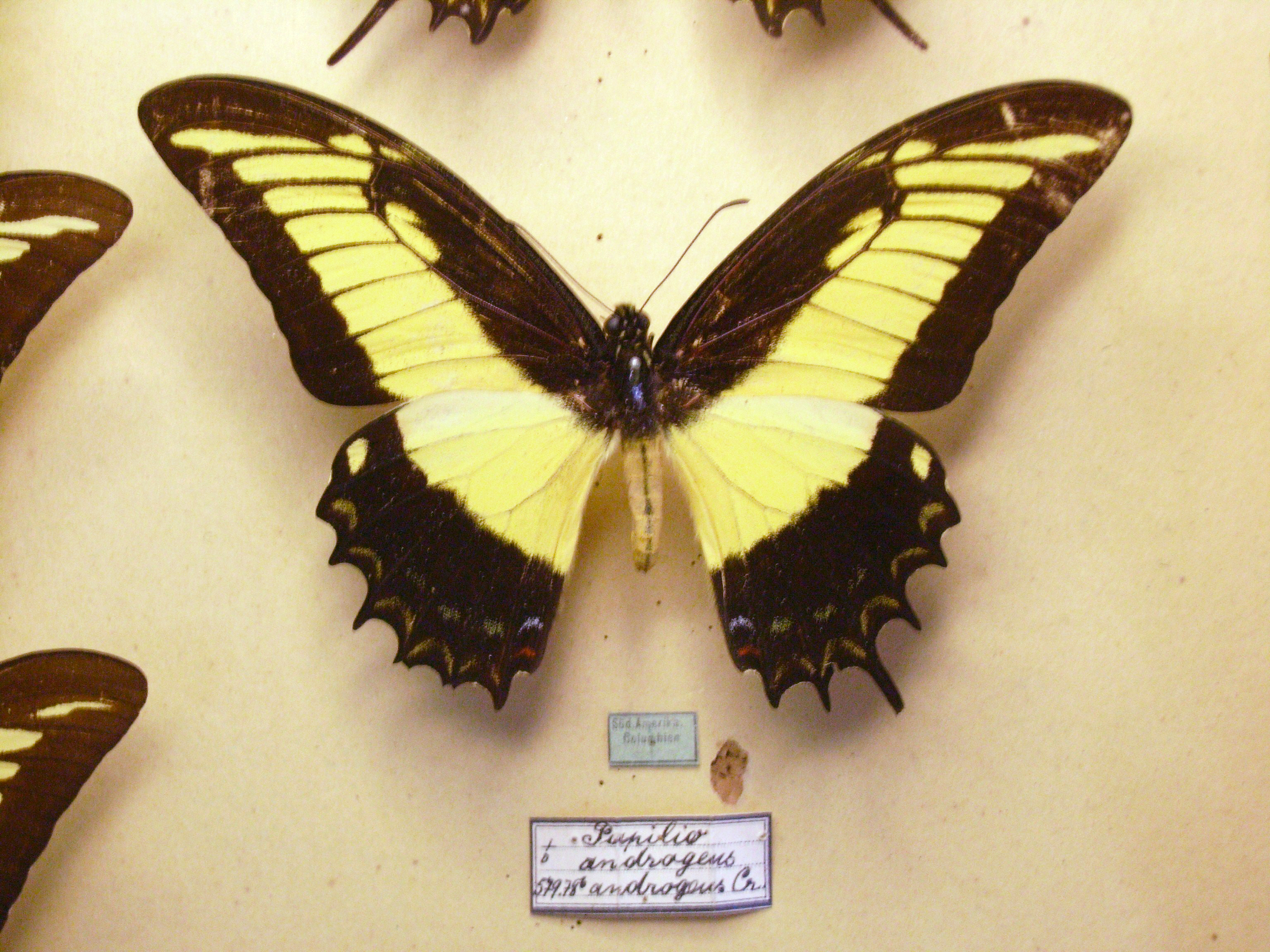
جنس نر معمولی ملکه دم‌چلچله‌ای